# Kemna Bau
KEMNA BAU Andreae GmbH & Co. KG è una società tedesca di costruzioni civili. L'azienda venne fondata originariamente come J.Kemna/Breslau e specializzata nella costruzione di macchine a vapore come trattori, locomotive e simili a Breslavia, all'epoca parte dell'Impero tedesco.

## Storia

### J. Kemna - Breslau

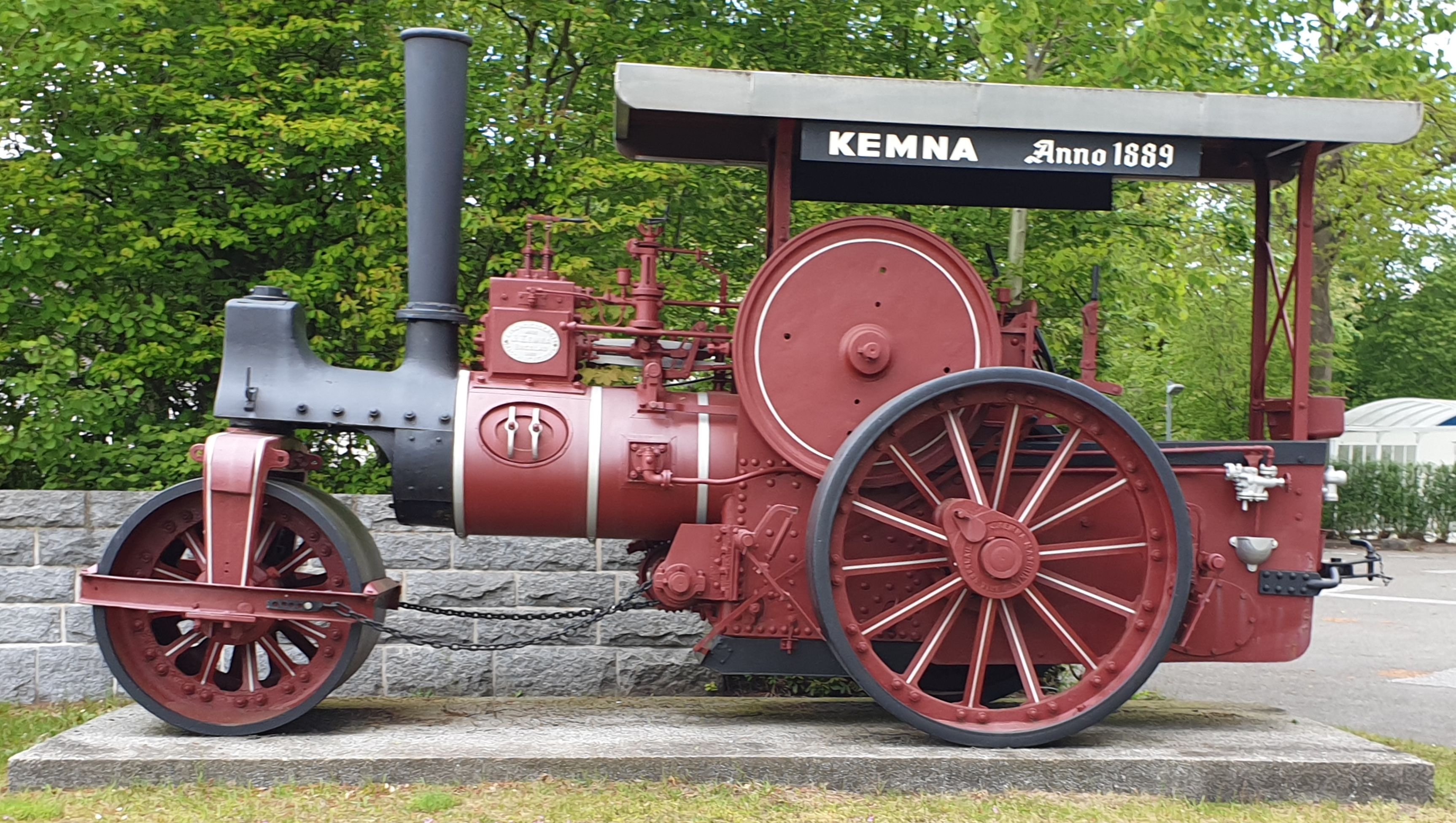
Rullo compressore Kemna del 1889, in esibizione statica di fronte alla sede della società

Il fondatore Julius Kemna proveniva da Barmen, nato nel 1837. Nel 1867 iniziò l'attività a Breslau, costruendo macchine per agricoltura. Lavorò con John Fowler (ingegnere agrario) all'inizio, ma poi costruì in proprio le macchine a vapore necessarie. Kemna costruì una macchina a singolo cilindro, poi scoprì i vantaggi del vapore ad alta pressione con la tecnologia dell'acqua surriscaldata. Kemna realizzò le possibilità della macchina a vapore non solo per l'industria ma anche per l'agricoltura. Julius Kemna morì nel 1898 e lasciò in eredità 30 Marchi per ogni anno di lavoro ad ogni dipendente; era una cifra sufficiente per comprare una casa all'epoca. Nel 1908 Kemna Bau costruì altre macchine evolute basate sul motore a vapore.

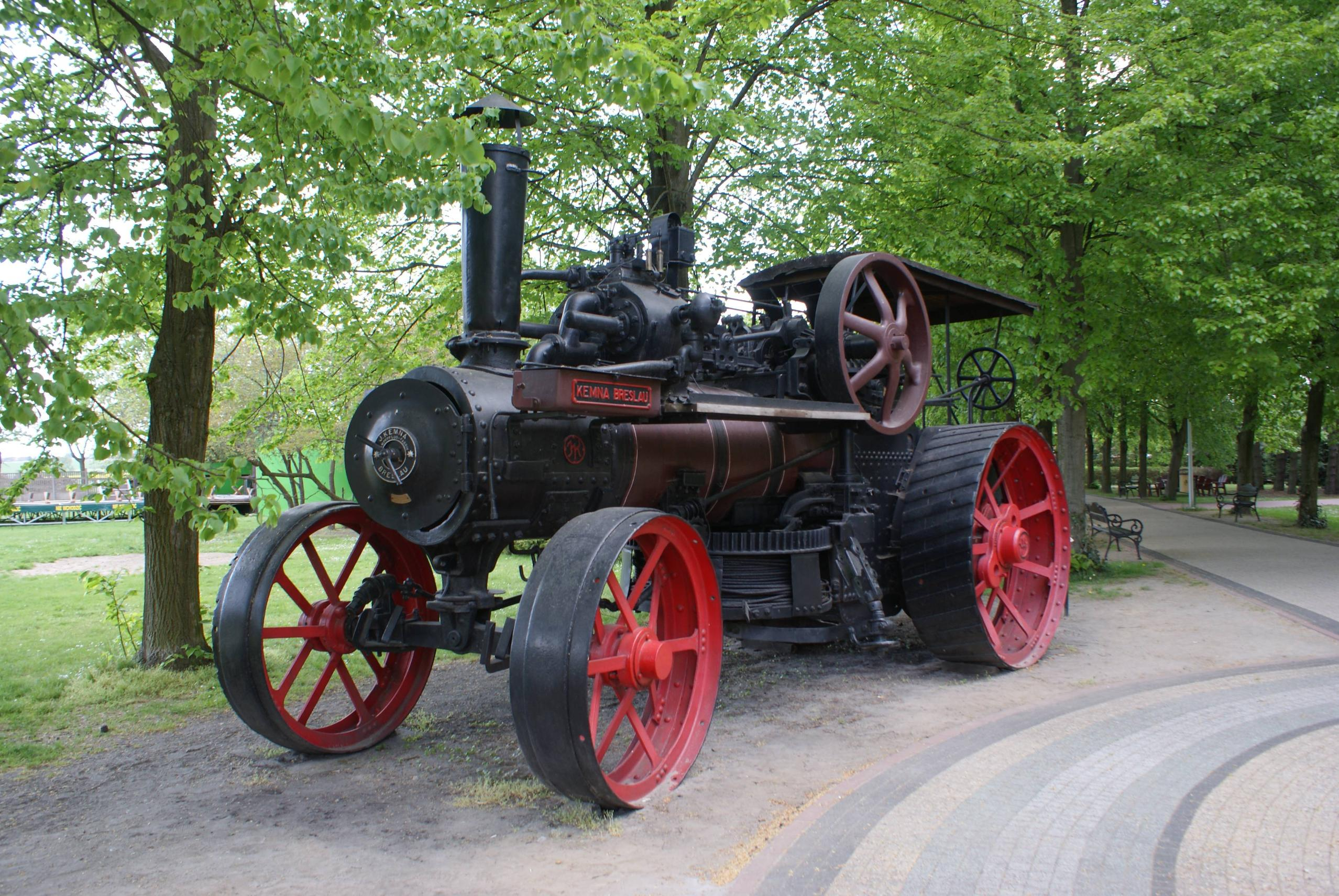
Aratro a vapore
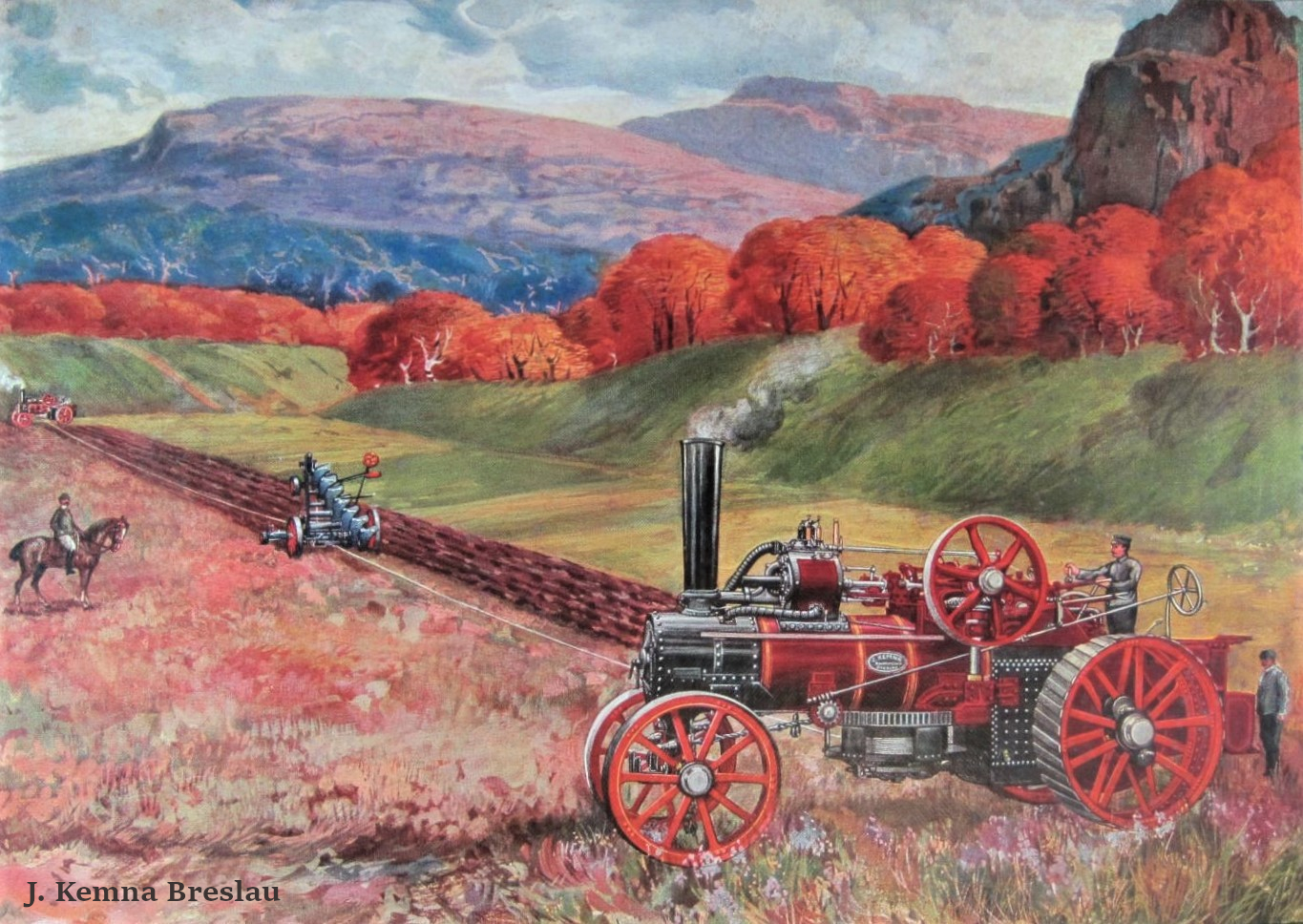
Kemna produsse macchine agricole fino alla seconda guerra mondiale
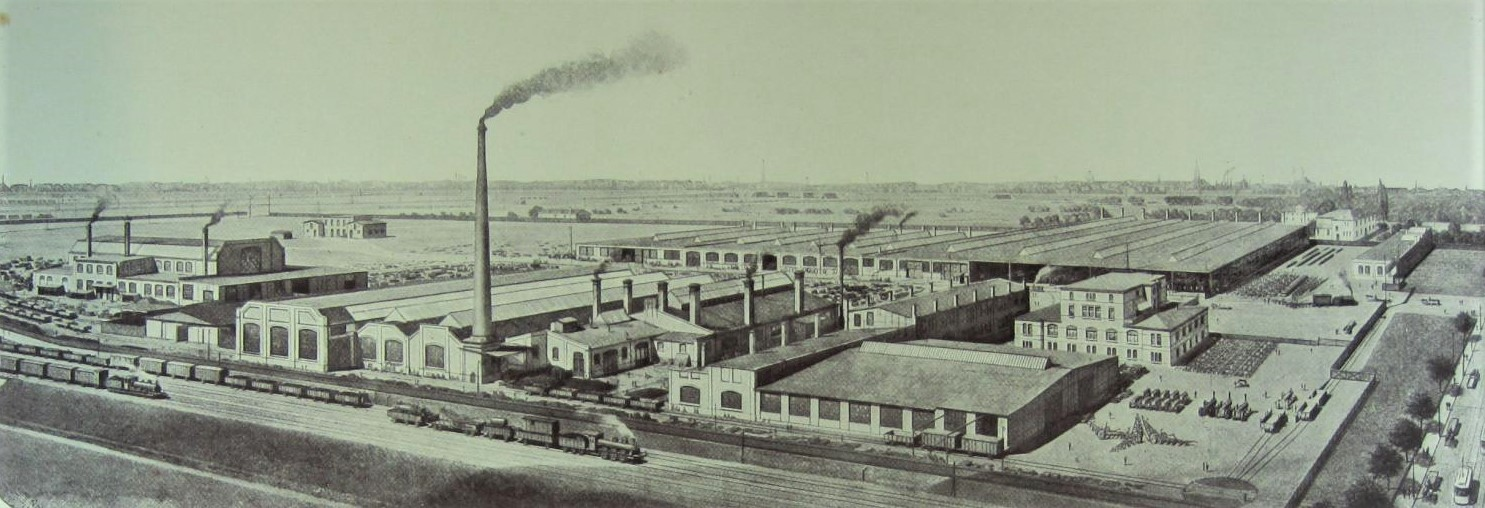
Fabbrica Kemna a Breslavia

All'inizio del XX secolo Julius Kemna divenne il costruttore principale d'Europa di macchine per l'agricoltura a vapore.
Nel 1919, Kemna costruiva autocarri a vapore, capaci di trasportare da 300 a 400 hundredweight per 30 km a 5-10 km/h. 
Nel 1923, Kemna fu il primo costruttore a fabbricare un rullo compressore con motore a petrolio crudo della Deutz-Diesel.
Lo stabilimento di Breslavia venne distrutto durante la seconda guerra mondiale. Dopo il 1945, le macchine fabbricate in Polonia vennero marchiate FADROMA Wroclaw.

### Kemna nel secondo dopoguerra
La sede di Berlino venne controllata dagli Alleati e venne poi fondata ad Amburgo la Kemna Baugesellschaft GmbH. Dopo la cessazione del controllo alleato, le attività della sede vennero reintegrate. Continuò a svilupparsi nella Germania postbellica in piena ricostruzione.

## KEMNA BAU Andreae GmbH & Co. KG.

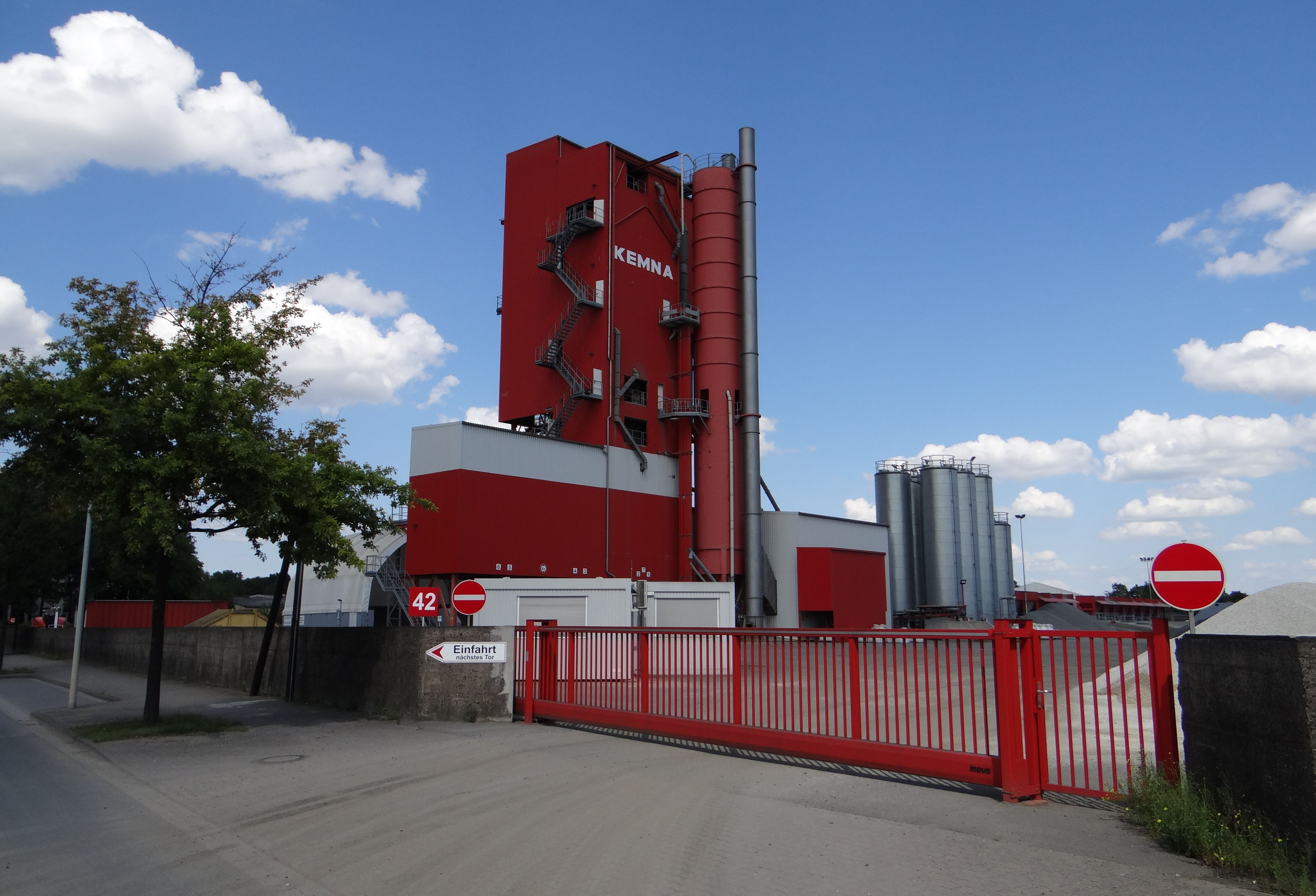
Stabilimento Kemna

Il nome Kemna è, dalla rifondazione del secondo dopoguerra, esistente nella società KEMNA BAU Andreae GmbH & Co. KG., con quasi 2.000 persone occupate nel 2018 e un fatturato di 440 milioni di Euro. Produce macchinari per l'ingegneria civile e mineraria.